# Genji (videogioco)
Genji (ゲンジ?, Genji) è un videogioco action RPG per PlayStation 2 pubblicato il 20 settembre 2005 da Sony Interactive Entertainment e sviluppato dalla giapponese Game Republic. La trama del videogioco è vagamente ispirata allo Heike monogatari, un romanzo epico giapponese del XIV secolo.
Un sequel, Genji: Days of the Blade, è stato pubblicato il 20 marzo 2007 per PlayStation 3.

## Trama
La trama del gioco segue, grosso modo, la terza sezione dello Heike monogatari, che narra dell'ascesa di Yoshitsune contro il clan Taira. I primi anni di vita del personaggio, invece, si basa su informazioni dal Gikeiki. Molti dei personaggi del gioco sono presenti anche nello Heike monogatari. La trama e il periodo di tempo del gioco corrisponde alla guerra Genpei, dove i clan Minamoto e Taira hanno combattuto per il dominio del Giappone. I Minamoto vittoriosi e fondarono lo shogunato Kamakura, aprendo la strada al periodo Kamakura. Questo è considerato l'inizio dell'Era della dei Samurai (da qui il riferimento nel titolo americano Genji: Dawn of the Samurai).
La storia di Genji narra delle avventure del guerriero Minamoto Yoshitsune che, per vendicare la morte del padre Minamoto Yoshitomo, abbandona il suo santuario di montagna per combattere contro il clan Taira.
Agli inizi del suo viaggio, Yoshitsune incontra i guardiani delle Amahagane (天 鋼?), Kiichi Hōgen (鬼一 法?) e la figlia, la principessa Minazuru (皆鶴姫?), entrambi appartenenti al clan Tamayoribito. Le Amahagane sono potenti gioielli che consentono ad individui scelti di sprigionare poteri divini conosciuti col nome di Kamui (神威?). Nel santuario dei Tamayoribito, Yoshitsune incontra anche Lady Shizuka, una sacerdotessa in grado di usare il potere unico Yosegane, che le permette di fondere le Amahagane.
Poco dopo, Yoshitsune incontra sul ponte di Gojo il monaco guerriero Musashibo Benkei. Dopo il leggendario scontro, i due decidono di allearsi per sconfiggere il clan Taira, meglio conosciuto nel gioco col nome di Heishi. Insieme i due guerrieri danno battaglia agli Heishi, ma vengono sconfitti in battaglia dal generale Taira Kagekiyo solo per essere salvati da Kiichi che si sacrifica per permettere a Yoshitsune e Benkei di ritirarsi. Fuggiti da Kyoto, Yoshitsune, Benkei, Minazuru e Lady Shizuka, decidono di viaggiare verso l'innevato villaggio Oushu-Hiraizumi.
Giunti al villaggio, i due, guidati da Nobutaka Kichiji (信孝吉次?), si dirigono verso il santuario Konijikido, dove il dio Shukenten propone ad entrambi delle prove per verificare se sono degni o meno di ricevere il suo potere. Yoshitsune e Benkei superano le sfide ed il dio Shukenten conferisce loro il vero potere dell'Amahagane, oltreché due nuove potenti armi. I due guerrieri lasciano vittoriosi Konijikido, ma scoprono nel frattempo di essere stati traditi da Kichiji. Nel cortile del santuario, Kagekiyo cerca nuovamente di sconfiggerli; sconfitto dal nuovo potere di Yoshitsune e Benkei, si ritira dalla battaglia. Kichiji, pentitosi, rivela ai due guerrieri che, mentre erano a Konijikido, gli Heishi avevano attaccato Oushu-Hiraizumi e che Lady Shizuka era stata rapita; scioccati dalle notizie appena apprese, Yoshitsune e Benkei, insieme a Minazuru, viaggiano verso Kyoto per salvare Lady Shizuka.
Arrivati a Kyoto, Yoshitsune e Benkei, corrono in soccorso di Lady Shizuka ma, arrivati troppo tardi, scoprono che Shizuka, sotto il controllo della magia degli Heishi, ha fuso tutte le loro Amahagane in una. Taira Kiyomori, il leader del clan Taira, usa la sua nuova Amahagane ma fallisce nel tentativo di uccidere i due guerrieri. Sconfitto, usa il suo potere per scappare con Shizuka; raggiunto da Yoshitsune e Benkei, i due, scoprono che Kagekiyo è tornato e che Kyomori ha fatto fondere la sua Amahagane con quella di Kagekiyo in modo da creare la Amahagane Nera.
Kagekiyo però, ruba la nuova Amahagane e uccide il suo signore alla fine di sprigionare il suo potenziale e sconfiggere Yoshitsune e Benkei. Uniti in battaglia i due valorosi eroi, uccidono Kagekiyo e salva Lady Shizuka. Morti i loro leader, gli Heishi vengono sconfitti da Minamoto Yoritomo, fratello maggiore di Yoshitsune. Yoritomo, mette in fuga gli ultimi Heishi rimasti a Kyoto e in seguito crea lo Shogunato Kamakura, un regno basato sui samurai.

## Modalità di gioco
Il combattimento è in terza persona, con uno stile di gioco simile a quello dei videogiochi Dynasty Warriors (prodotto da Koei) o Shinobi 2 (prodotto da SEGA). Nelle fasi di gioco, il giocatore controlla Yoshitsune o Benkei, entrambi dotati di due attacchi di base: normali e speciali.
Yoshitsune, il protagonista, è il tipico guerriero agile e veloce; ciò che gli manca in forza lo compensa con l'agilità. È in grado di arrampicarsi sulle sporgenze di tetti ed edifici (che Benkei invece, distrugge per via della sua stazza). Nel combattimento, predilige l'uso di due katane.
Benkei, il fedele servo di Yoshitsune, è dotato di incredibile forza, ma, a causa della sua corporatura imponente, è anche goffo e lento. Benkei è solito portare in battaglia grosse clave oppure lunghe armi inastate. Benkei può anche colpire e distruggerle determinate strutture e porte presenti nel mondo di gioco per liberare la via a Yoshitsune.
Il gioco è diviso in fasi di esplorazione e fasi di combattimento. Prima di ogni missione, nei rifugi, il giocatore può scegliere chi impersonare durante le fasi di gioco. Durante le fasi esplorative, il giocatore è in grado di camminare liberamente per i vari livelli del gioco e di collezionare eventuali armi, armature e oggetti curativi solitamente conservati dentro a scrigni. Alcune parti delle mappe sono inaccessibili ad uno o all'altro dei protagonisti che, per sbloccare queste zone, devono cooperare. Nelle fasi di combattimento, il giocatore, è tenuto a sconfiggere i nemici che, ad orde, attaccano i protagonisti. Combattendo i personaggi acquisiscono esperienza necessaria a salire di livello. Sotto alla barra della salute, vi sono le cosiddette barre Kamui; il numero di barre Kamui che un personaggio ha, dipende dal numero di Amahagane raccolte durante la storia. Quando viene attivato il potere Kamui, il tempo rallenta ed i nemici attaccano il personaggio, permettendo al giocatore di sferrare colpi critici premendo un determinato pulsante in un momento preciso per sconfiggere una serie di nemico ed ottenere ricompense con relativa facilità; alcuni attacchi non possono essere evitati neanche utilizzando il Kamui.
Durante il corso della storia, il giocatore, è tenuto a sconfiggere eventuali Boss nemici; questi sono più grandi e potenti dei normali nemici e sono in grado di eseguire devastanti attacchi speciali. Ogni boss ha più barre della salute che vanno depennate a una a una fino a che il Boss non viene sconfitto.

## Personaggi

### Minamoto Yoshitsune
L'eroe della storia, Yoshitsune è il figlio più giovane del defunto Minamoto Yoshitomo, che fu sconfitto e ucciso da Taira Kiyomori durante la Ribellione Heiji. Non sapendo della morte di suo padre, Yoshitsune trascorre un'infanzia solitaria nel remoto santuario sul Monte Kurama. Attaccato dagli Heishi, il giovane guerriero abbandona il santuario di montagna con l'aiuto dal misterioso ninja Otohiko.

### Benkei
Il gigantesco monaco guerriero; fedele al clan Minamoto, vaga per il paese lottando contro i Taira nella speranza che, un giorno, possa servire di nuovo un Minamoto. Anche se sono stati sconfitti dagli Heishi, Benkei sogna il giorno in cui il clan Minamoto possa tornare al potere. Al loro primo incontro, Yoshitsune e Benkei si scontrano; sconfitto, Benkei si rende conto del vero scopo della sua vita e giura di proteggere e servire il giovane Minamoto, combattendo al suo fianco come un fratello d'armi.

### Shizuka Gozen
Shizuka Gozen, solitamente chiamata Lady Shizuka, è l'unica persona in grado di usare il potere magico Yosegane necessario per fondere le Amahagane. Vive in clandestinità con i membri del clan Tamayoribito.

### Minamoto Yoritomo
Il fratello maggiore di Yoshitsune, è leader del clan Minamoto. Progetta di riportare il clan Minamoto al suo antico splendore, da quando il padre Yoshitomo è stato sconfitto e ucciso dagli Heishi.

### Kiichi Hōgen
Capo del clan Tayamori e padre di Minazuru. Hōgen è un anziano saggio, gentile e ben ponderato. Ha molto rispetto e considerazione per il giovane Yoshitsune.

### Kiichi Minazuru
Solitamente chiamata Principessa Minazuru, è la figlia di Kiichi Hōgen. Minazuru è una ragazza allegra e gentile. Spesso aiuta Yoshitsune e Benkei condividendo con loro le sue conoscenze su fatti e luoghi; tiene molto a Yoshitsune.

### Taira Kagekiyo
Antagonista principale della storia, Kagekiyo è il guerriero più potente tra gli Heishi. Possiede un potere che si dice superi anche quello di Taira Kiyomori. Kagekiyo raramente esprime emozioni ed esegue gli ordini in modo calmo e spietato. Durante la ribellione di Heiji, le sue abilità hanno giocato un ruolo decisivo nella vittoria dei Taira. Kagekiyo brandisce due katane speciali.

### Taira Kiyomori
Uno degli antagonisti principali, è il leader del clan Taira. Arrogante e spietato, Kiyomori governa il Giappone col pugno di ferro. Non contento della sua posizione, al fine di accrescere il suo potere e di governare il mondo, vuole diventare unico padrone delle Amahagane.

### Fujiwara Hidehira
È il capo del clan Fujiwara ed il sovrano di Oushuu-Hiraizumi, la seconda città più grande del Giappone. Un uomo calmo e pragmatico, Hidehira non si interessa a conflitti inutili ed è per questo che si rifiuta di essere coinvolto nella faida tra Genji e Heishi, mettendo al riparo il suo clan e le sue terre dalla guerra.